# Simon-Pierre Mérard de Saint-Just
Simon-Pierre Mérard de Saint-Just (Parigi, 1749 – Parigi, 17 agosto 1812) è stato uno scrittore francese.
Fu Maître dell'Hôtel del Monsieur Luigi Stanislao di Borbone, conte di Provenza, futuro re di Francia.
Amico e seguace dell'astronomo Jean Sylvain Bailly, fu anche il suo primo (nel 1794) e più affidabile biografo. Scrisse in versi e in prosa anche su soggetti mondani con facilità, fantasia e approvazione, ma senza assicurarsi un successo duraturo. Scrisse inoltre varie opere a carattere licenzioso. 
Sposò Anne-Jeanne-Félicité d'Ormoy (1765-1830) con la quale nacque anche una forte complicità letteraria. 

## Opere
- Dialogue en vers, pour célébrer nos victoires et la paix ; suivi d'un divertissement en musique et danses.
- Les Beaux noeuds, ou l'Amour et la vertu.
- Couplets chantés dans un dîner fraternel, à Crépy, l'an 3e de la République française.
- Le Théatre gaillard, 1776.
- Folies de la jeunesse de Sir S. Peters Talassa-Aitheï, 1777.
- Oeuvres de la marquise de Palmarèze : Espiègleries, joyeusetés, bons-mots, folies, vérités de la jeunesse de Sir S. Peters Talassa-Aitheï, 1777.
- A présent on peut nous juger ou Pièces relatives à des vers insérés dans l'Almanach des Muses, année 1779, 1779.
- L'occasion et le moment, ou Les petits riens, 1782.
- Sept et le va à l'as de pique, ou le Ponte en bonne fortune, anecdote parsemée de contes en vers, 1784.
- Lettre au comte Auguste Nadaillan, sur le goût des livres, 1785.
- Éloge de Jean-Baptiste-Louis-Gresset, 1785.
- Chansons, 1786.
- La Matinée libertine ou les Moments bien employés, 1787-1788.
- Le Calembourg en action, 1789.
- Son bouquet et vos étrennes, hommage offert à Madame Bailly, épouse de M. Bailly... maire de la ville de Paris, 1789.
- L'esprit des moeurs au XVIIIe siècle ou La petite maison, 1790.
- Les Hautes-Pyrénées en miniature, ou Épître rimée en forme d'extrait du beau voyage à Barège et dans les Hautes-Pyrénées de J. Dusaulx, 1790.
- Manuel du citoyen, 1791.
- Fables et contes en vers, 1792.
- Éloge historique de Jean-Sylvain Bailly au nom de la république des lettres, par une société de gens de lettres, suivi de notes et de quelques pièces en prose et en vers, 1794.
- Lettre en prose et en vers, à Madame Julie D. Ch. M. de R., 1794.
- Mes espiégleries, ou Campagnes de l'abbé de T***, 1797.
- Imitation en vers français des Odes d'Anacréon, 1798.
- Le Petit Jehan de Saintré et la Dame des belles cousines, 1798.
- Mélange de vers et de prose, 1799.
- Contes et autres bagatelles en vers, 1800.
- La Courtisane d'Athènes, ou la Philosophie des Grâces, conte dialogué en vers libres ; suivi de poésies diverses, 1801.
- Jean Hervez. Le Parc aux cerfs et les Petites maisons galantes, d'après les mémoires, les rapports de police, les libelles, les pamphlets, les satires, chansons du temps, 1910 (opera postuma).
- Le Joujou des demoiselles. Le Calembourg en action, 1911 (opera postuma).